# 埃姆斯兰县
埃姆斯兰县（德語：Landkreis Emsland）是德国下萨克森州西部的一个县，县名取自埃姆斯蘭地区（该地区得名于埃姆斯河），首府梅彭。

## 地理
埃姆斯兰县位于下萨克森州的西部，西面与本特海姆伯国县、荷兰的格罗宁根省和德伦特省，北面与莱尔县，东面与克洛彭堡县和奥斯纳布吕克县，南面与北莱茵-威斯特法伦州的施泰因富特县相邻。
52°40′N 7°15′E / 52.67°N 7.25°E